# Nagrada banke Švedske za ekonomske vede v spomin Alfreda Nobela
Nagrada banke Švedske za ekonomske vede v spomin Alfreda Nobela (švedsko Sveriges riksbanks pris i ekonomisk vetenskap till Alfred Nobels minne) je nagrada za dosežke na področju ekonomije, ki jo od leta 1969 podeljuje švedski Nobelov sklad. Pogosto jo imenujejo kar Nobelova nagrada za ekonomijo, saj jo podeljuje ista ustanova na ceremoniji hkrati z ostalimi Nobelovimi nagradami. Vendar ni del zapuščine Alfreda Nobela, zato jo Nobelov sklad ne obravnava kot Nobelovo nagrado v ožjem pomenu besede; ustanovljena je bila leta 1968 s pomočjo donacije Banke Švedske ob njeni 300. obletnici. Nagrajence izbira komisija Kraljeve švedske akademije znanosti.

## Dobitniki
| Leto |                     | Dobitnik                  | Država                            | Objasnilo |
| ---- | ------------------- | ------------------------- | --------------------------------- | --- |
| 1969 |                     | Ragnar Frisch             | Norveška                          | "ker je razvil posebne dinamične modele in jih uporabil pri analiziranju gospodarskih tokov"                                                                                                |
| 1969 |                     | Jan Tinbergen             | Nizozemska                        | "ker je razvil posebne dinamične modele in jih uporabil pri analiziranju gospodarskih tokov"                                                                                                |
| 1970 |                     | Paul Samuelson            | ZDA                               | "za znanstveno delo, s pomočjo katerega je razvil statično in dinamično ekonomsko teorijo in aktivno prispeval k dvigu ravni analize v ekonomski teoriji"                                   |
| 1971 |                     | Simon Kuznets             | ZDA                               | "za njegovo na empiričnih spoznanjih utemeljeno tolmačenje gospodarske rasti, kar je izboljšalo razumevanje ekonomskih in socialnih struktur in poglobilo vpogled v potek razvoja"          |
| 1972 |                     | John Hicks                | Združeno kraljestvo               | "za pionirske temeljne prispevke k splošni teoriji ekonomskega ravnovesja in teoriji blagostanja."                                                                                          |
| 1972 |                     | Kenneth Arrow             | ZDA                               | "za pionirske temeljne prispevke k splošni teoriji ekonomskega ravnovesja in teoriji blagostanja."                                                                                          |
| 1973 |                     | Wassily Leontief          | Sovjetska zveza · ZDA             | "za razvijanje metode input-output in njeno uporabo pri reševanju pomembnih ekonomskih problemov"                                                                                           |
| 1974 |                     | Gunnar Myrdal             | Švedska                           | "za njegovo pionirsko delo na področju denarne teorije, ekonomskih fluktuacij ter za prodorno analizo soodvisnosti ekonomskih, družbenih in institucionalnih fenomenov."                    |
| 1974 |                     | Friedrich Hayek           | Avstrija · Združeno kraljestvo    | "za njegovo pionirsko delo na področju denarne teorije, ekonomskih fluktuacij ter za prodorno analizo soodvisnosti ekonomskih, družbenih in institucionalnih fenomenov."                    |
| 1975 |                     | Leonid Kantorovič         | Sovjetska zveza                   | "za njune prispevke k teoriji optimalne razporeditve virov" |
| 1975 |                     | Tjalling Koopmans         | Nizozemska · ZDA                  | "za njune prispevke k teoriji optimalne razporeditve virov" |
| 1976 |                     | Milton Friedman           | ZDA                               | "za rezultate njegovega dela na področju analize potrošnje, zgodovine denarja, ter za njegovo nazorno razlago o tem, kako kompleksna je politika stabilizacije"                             |
| 1977 |                     | Bertil Ohlin              | Švedska                           | "za temeljna dela na področju mednarodne menjave in prostega pretoka kapitala v mednarodnem prostoru"                                                                                       |
| 1977 |                     | James Meade               | Združeno kraljestvo               | "za temeljna dela na področju mednarodne menjave in prostega pretoka kapitala v mednarodnem prostoru"                                                                                       |
| 1978 |                     | Herbert A. Simon          | ZDA                               | "ker je oral ledino na področju raziskav vodenja gospodarskih organizacij in odločilno vplival zlasti na proces odločanja"                                                                  |
| 1979 |                     | Theodore Schultz          | ZDA                               | "za pionirske raziskavena področju razvoja gospodarstva s posebnim poudarkom na problemih držav v razvoju."                                                                                 |
| 1979 |                     | Arthur Lewis              | Saint Lucia · Združeno kraljestvo | "za pionirske raziskavena področju razvoja gospodarstva s posebnim poudarkom na problemih držav v razvoju."                                                                                 |
| 1980 |                     | Lawrence Klein            | ZDA                               | "ker je sestavil ekonometrijske modele in jih uporabil pri analizi fluktuacij in ekonomske politike"                                                                                        |
| 1981 |                     | James Tobin               | ZDA                               | "za njegovo analizo finančnih trgov in raziskave o tem, kako finančni trgi vplivajo na odločanje o izdatkih, na zaposlovanje, na proizvodnjo in politiko cen"                               |
| 1982 |                     | George Stigler            | ZDA                               | "za njegove odmevne študije o industrijskih strukturah, o tem, kako delujejo trgi, ter o vzrokih in posledicah državne regulative"                                                          |
| 1983 |                     | Gérard Debreu             | Francija                          | "ker je v ekonomsko teorijo vključil nove analitične metode in ker je na novo natančno oblikoval teorijo o vsesplošnem ravnovesju"                                                          |
| 1984 |                     | Richard Stone             | Združeno kraljestvo               | "ker je bistveno prispeval k razvoju sistema družbenega knjigovodstva in tako močno popravil osnovo za empirično ekonomsko analizo"                                                         |
| 1985 |                     | Franco Modigliani         | Italija                           | "za njegovo pionirsko delo na področju varčevanja in finančnih trgov" |
| 1986 |                     | James M. Buchanan         | ZDA                               | "njegove dosežke pri razvijanjutemeljev za nastanek teorije o odločanju v gospodarstvu in politiki, odvisne od ustavnih določil in sklenjenih pogodb."                                      |
| 1987 |                     | Robert Solow              | ZDA                               | "za njegov dragocen prispevek k teoriji gospodarske rasti" |
| 1988 |                     | Maurice Allais            | Francija                          | "za prve znanstvene raziskave trgov in njegove prispevke k teoriji trgov ter učinkovitemu izkoriščanju virov"                                                                               |
| 1989 |                     | Trygve Haavelmo           | Norveška                          | "ker je uspešno pojasnil ekonometrično teorijo, utemeljeno na verjetnostni teoriji, in analiziral simultane ekonomske strukture"                                                            |
| 1990 |                     | Harry Markowitz           | ZDA                               | "za pionirsko delo na področju finančne ekonomije" |
| 1990 | Merton Miller       |                           | ZDA                               | "za pionirsko delo na področju finančne ekonomije" |
| 1990 | William F. Sharpe   |                           | ZDA                               | "za pionirsko delo na področju finančne ekonomije" |
| 1991 |                     | Ronald Coase              | Združeno kraljestvo               | "za njegovo odkritje in razlago o tem, kako pomembno vlogo igrajo stroški opravljenih poslov in lastniške pravice v institucionalnih strukturah in pri delovanju gospodarstva"              |
| 1992 |                     | Gary Becker               | ZDA                               | "ker je razširil področje mikroekonomske analize o obnašanju (ravnanju) ekonomskih subjektov na področje družboslovja in medsebojnih človeških odnosov; vključil je tudi netržno obnašanje" |
| 1993 |                     | Robert Fogel              | ZDA                               | "posodobil je raziskave na področju zgodovine ekonomije tako, da je uporabil ekonomsko teorijo in kvantitativne metode, da bi razložil ekonomske in institucionalne spremembe"              |
| 1993 | Douglass North      |                           | ZDA                               | "posodobil je raziskave na področju zgodovine ekonomije tako, da je uporabil ekonomsko teorijo in kvantitativne metode, da bi razložil ekonomske in institucionalne spremembe"              |
| 1994 |                     | John Harsanyi             | ZDA                               | "za njihove analize ravnovesij v teoriji o igrah nesodelovanja, predvsem pa za temeljne znanstvene matematično-ekonomske prispevke za področju teorije nekooperativnih iger"                |
| 1994 | John Forbes Nash    |                           | ZDA                               | "za njihove analize ravnovesij v teoriji o igrah nesodelovanja, predvsem pa za temeljne znanstvene matematično-ekonomske prispevke za področju teorije nekooperativnih iger"                |
| 1994 |                     | Reinhard Selten           | Nemčija                           | "za njihove analize ravnovesij v teoriji o igrah nesodelovanja, predvsem pa za temeljne znanstvene matematično-ekonomske prispevke za področju teorije nekooperativnih iger"                |
| 1995 |                     | Robert Lucas, Jr.         | ZDA                               | "ker je razvil in uporabil hipotezo o racionalnih pričakovanjih in tako preoblikoval makroekonomsko analizo in pripomogel k boljšemu razumevanju ekonomske politike"                        |
| 1996 |                     | James Mirrlees            | Združeno kraljestvo               | "za njune fundamentalne prispevke k ekonomski teoriji o stimulaciji za večjo storilnost pri asimetričnih informacijah."                                                                     |
| 1996 |                     | William Vickrey           | Kanada · ZDA                      | "za njune fundamentalne prispevke k ekonomski teoriji o stimulaciji za večjo storilnost pri asimetričnih informacijah."                                                                     |
| 1997 |                     | Robert C. Merton          | ZDA                               | "za novo metodo ugotavljanja vrednosti finančnih derivatnih instrumentov." |
| 1997 |                     | Myron Scholes             | Kanada · ZDA                      | "za novo metodo ugotavljanja vrednosti finančnih derivatnih instrumentov." |
| 1998 |                     | Amartya Sen               | Indija                            | "za njegov prispevek k teoriji ekonomije blagostanja" |
| 1999 |                     | Robert Mundell            | Kanada                            | "za njegovo analizo monetarne in fiskalne politike pri različnih menjalnih tečajih in za njegovo analizo optimalnih valutnih področij"                                                      |
| 2000 |                     | James Heckman             | ZDA                               | "za razvoj teorij in metod k analizi selektivnih naključnih poskusov" |
| 2000 |                     | Daniel McFadden           | ZDA                               | "za razvoj teorij in metod k analizi diskretnih izbirnih odločitev" |
| 2001 |                     | George Akerlof            | ZDA                               | "za njuno analizo trgov z asimetrično informacijo" |
| 2001 | Michael Spence      |                           | ZDA                               | "za njuno analizo trgov z asimetrično informacijo" |
| 2001 | Joseph E. Stiglitz  |                           | ZDA                               | "za njuno analizo trgov z asimetrično informacijo" |
| 2002 |                     | Daniel Kahneman           | Izrael · ZDA                      | "za integriranje psiholoških spoznanj v ekonomsko znanost, še posebej spoznanj o človeški presoji in poteku odločanja v stanju negotovosti"                                                 |
| 2002 |                     | Vernon L. Smith           | ZDA                               | "za izvedene laboratorijske eksprimente kot orodje v empirični ekonomski analizi, še posebej v študiji alternativnih tržnih mehanizmov"                                                     |
| 2003 |                     | Robert F. Engle           | ZDA                               | "za metode dela na področju analize ekonomskih časovnih vrst s časovno variabilno nastanovitnostjo."                                                                                        |
| 2003 |                     | Clive Granger             | Združeno kraljestvo               | "za metode analiziranja ekonomskih časovnih vrst s prepoznavanjem splošnih trendov (kointegracija)"                                                                                         |
| 2004 |                     | Finn E. Kydland           | Norveška                          | "za njun prispevek dinamično makroekonomiji; časovna konsistenca ekonomske politike in odločilne silnice za pojavi poslovnih ciklov."                                                       |
| 2004 |                     | Edward C. Prescott        | ZDA                               | "za njun prispevek dinamično makroekonomiji; časovna konsistenca ekonomske politike in odločilne silnice za pojavi poslovnih ciklov."                                                       |
| 2005 |                     | Robert J. Aumann          | ZDA · Izrael                      | "za izboljšave razumevanja konfliktov in sodelovanja z uporabo analize teorije iger." |
| 2005 |                     | Thomas C. Schelling       | ZDA                               | "za izboljšave razumevanja konfliktov in sodelovanja z uporabo analize teorije iger." |
| 2006 |                     | Edmund S. Phelps          | ZDA                               | "za njegovo analizo medčasovnih sorazmerij v makroekonomski politiki" |
| 2007 |                     | Leonid Hurwicz            | Poljska · ZDA                     | "za postavljanje temeljev teorije dizajna mehanizma" |
| 2007 |                     | Eric S. Maskin            | ZDA                               | "za postavljanje temeljev teorije dizajna mehanizma" |
| 2007 | Roger B. Myerson    |                           | ZDA                               | "za postavljanje temeljev teorije dizajna mehanizma" |
| 2008 |                     | Paul Krugman              | ZDA                               | "za njegovo analizo vzorcev na trgu in lokacij gospodarskih aktivnosti" |
| 2009 |                     | Elinor Ostrom             | ZDA                               | "za analizo ekonomskega vodenja, še posebej za javno dobro" |
| 2009 |                     | Oliver E. Williamson      | ZDA                               | "za njegovo analizo gospodarskega vodenja, še posebej analizo meja za firmo" |
| 2010 |                     | Peter A. Diamond          | ZDA                               | "za njuno analizo trgov, kjer obstajajo trenja v iskanju" |
| 2010 | Dale T. Mortensen   |                           | ZDA                               | "za njuno analizo trgov, kjer obstajajo trenja v iskanju" |
| 2010 |                     | Christopher A. Pissarides | Ciper                             | "za njuno analizo trgov, kjer obstajajo trenja v iskanju" |
| 2011 |                     | Thomas J. Sargent         | ZDA                               | "za empirično raziskavo vzroka in posledic v makroekonomiji" |
| 2011 | Christopher A. Sims |                           | ZDA                               | "za empirično raziskavo vzroka in posledic v makroekonomiji" |
| 2012 |                     | Alvin E. Roth             | ZDA                               | "za teorijo stabilnih dodelitev in prakso krojenja trgov." |
| 2012 | Lloyd S. Shapley    |                           | ZDA                               | "za teorijo stabilnih dodelitev in prakso krojenja trgov." |
| 2013 |                     | Eugene F. Fama            | ZDA                               | "za empirično analizo cen sredstev." |
| 2013 | Lars Peter Hansen   |                           | ZDA                               | "za empirično analizo cen sredstev." |
| 2013 | Robert J. Shiller   |                           | ZDA                               | "za empirično analizo cen sredstev." |
| 2014 |                     | Jean Tirole               | Francija                          | "za njegovo analizo moči trgov in regulacije". |
| 2015 |                     | Angus Deaton              | Združeno kraljestvo · ZDA         | "za njegovo analizo potrošnje, revščine in socialne države". |
| 2016 |                     | Oliver Hart               | Združeno kraljestvo · ZDA         | "za njune prispevke k pogodbeni teoriji." |
| 2016 |                     | Bengt Holmström           | Finska                            | "za njune prispevke k pogodbeni teoriji." |
| 2021 |                     | David Card                | ZDA · Kanada                      | "za njegov empirični prispevek k ekonomiji dela" |
| 2021 |                     | Joshua Angrist            | ZDA · Izrael                      | "za njun metodološki prispevek k analizi vzročnih razmerij" |
| 2021 |                     | Guido W. Imbens           | ZDA · Nizozemska                  | "za njun metodološki prispevek k analizi vzročnih razmerij" |
| 2022 |                     | Ben S. Bernanke           | ZDA                               | "za raziskave bank in finančnih kriz" |
| 2022 |                     | Douglas Diamond           | ZDA                               | "za raziskave bank in finančnih kriz" |
| 2022 |                     | Philip H. Dybvig          | ZDA                               | "za raziskave bank in finančnih kriz" |
| 2023 |                     | Claudia Goldin            | ZDA                               | "za izboljšanje našega razumevanja rezultatov žensk na trgu dela" |
| 2024 |                     | Daron Acemoglu            | Turčija · ZDA                     | "za raziskave, kako nastajajo ustanove in kako vplivajo na blaginjo" |
| 2024 |                     | Simon Johnson             | Združeno kraljestvo · ZDA         | "za raziskave, kako nastajajo ustanove in kako vplivajo na blaginjo" |
| 2024 |                     | James A. Robinson         | Združeno kraljestvo · ZDA         | "za raziskave, kako nastajajo ustanove in kako vplivajo na blaginjo" |